# Pocket Revolution
 (avril 2023).
Si vous disposez d'ouvrages ou d'articles de référence ou si vous connaissez des sites web de qualité traitant du thème abordé ici, merci de compléter l'article en donnant les références utiles à sa vérifiabilité et en les liant à la section « Notes et références ».
Albums de dEUS
No More Loud Music
(2001) Vantage Point
(2008)
Pocket Revolution est le quatrième album studio du groupe dEUS, après un silence de six ans.

## Liste des morceaux
1. Bad Timing (Tom Barman, dEUS) – 7:07
2. 7 Days, 7 Weeks (Barman, Craig Ward) – 3:53
3. Stop-Start Nature (dEUS, CJ Bolland) – 4:28
4. If You Don't Get What You Want (Barman) – 3:49
5. What We Talk About (When We Talk About Love) (Barman) – 4:48
6. Include Me Out (Barman) – 5:02
7. Pocket Revolution (Barman, dEUS) – 6:01
8. Nightshopping (Barman) – 4:03
9. Cold Sun of Circumstance (dEUS) – 5:44
10. The Real Sugar (Barman) – 3:58
11. Sun Ra (dEUS) – 6:43
12. Nothing Really Ends (Barman) – 5:35